# Вовча гора (Дарниця)
Вовча гора — пагорб та ландшафтний заказник в Дніпровському районі Києва, вдовж вулиці Андрія Малишка та Броварського проспекту. Площа — 3,91 га.
Пагорб є залишком дніпровських дюн, з яких, вочевидь, складалася ця місцевість до забудови. 
Ландшафтний заказник створений рішенням Київради від 04 листопада 2021 року.
На пагорбі розміщений пам'ятний знак на честь першого в історії коригування артилерійського вогню авіацією під керівництвом Петра Нестерова та Євграфа Крутеня у 1913 році. Також на території розташований пам'ятник Андрію Малишку.

## Історія

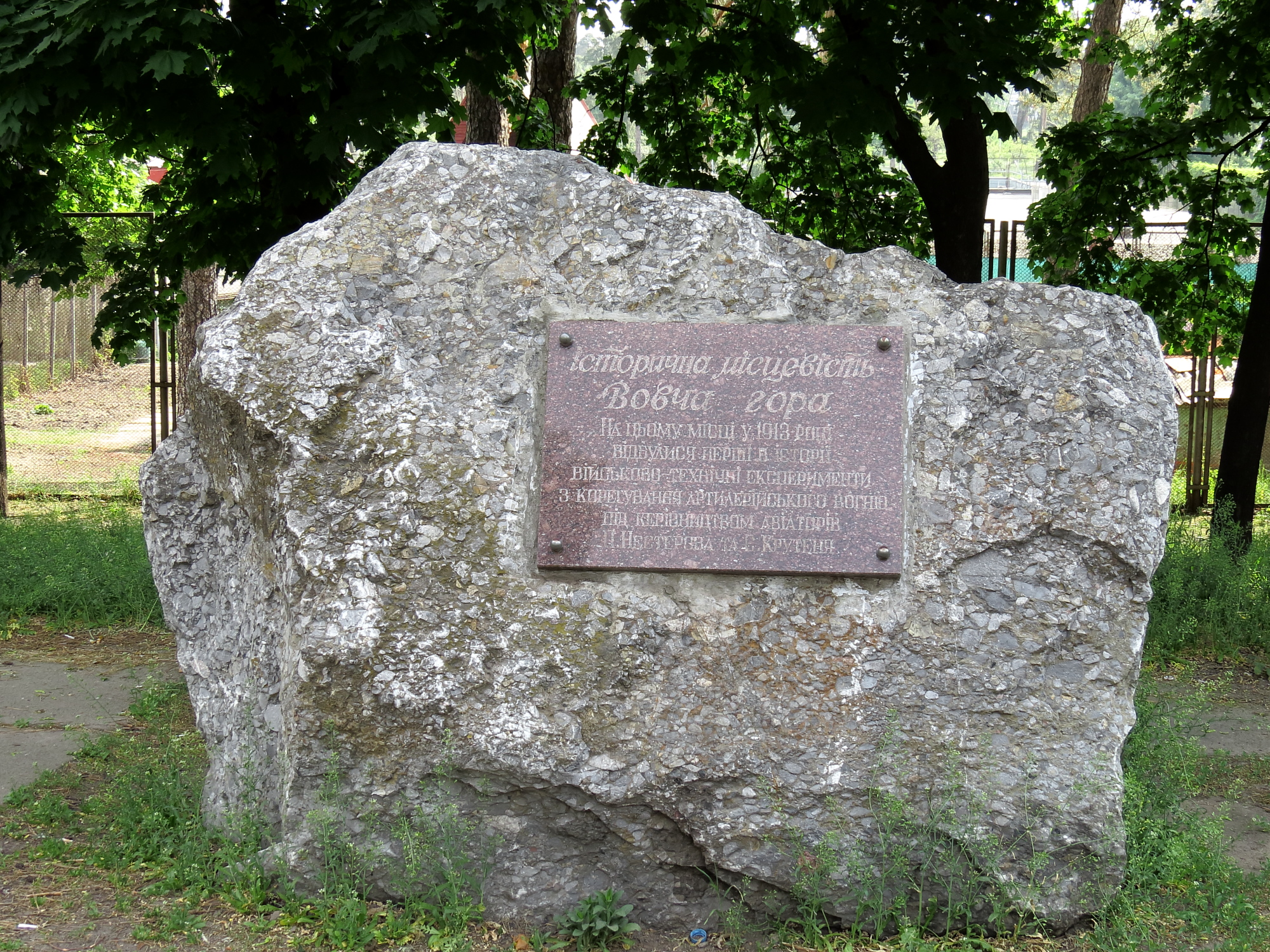
Пам'ятний знак на горі

Походження назви невідоме. Існує припущення, що назва «Вовча гора» пов'язана з використанням її у язичницьких обрядах в давню пору. 
1868 року тут почалось будівництво артилерійського полігону для київського військового округу, який у 1870 році отримав назву Київський військовий полігон. Полігон, а також військове містечко з казармами, стайнями та складами, отримали понад 32 кв. версти на території між Микільською та Воскресенською слобідками та Биківнею. На початку XX ст. тут також з'явився аеродром.
Восени 1923 року територію включили у адміністративні межі Києва, 1936 року військовий полігон закрили, а його землі віддали під житлове будівництво (першим районом на його місці стало Соцмістечко). З часом всі землі навколо урочища були забудовані, проте на Вовчій горі залишилась невелика ділянка незайманої природи.

## Природа
Парк є частиною соснового лісу та зберіг кілька вікових дерев. Серед них є пам'ятка природи — Сосна Нестерова.
Крім сосни звичайної, тут висаджені дерева дуба північного, берези повислої, груші звичайної, липи серцелистої, тополі Болле, горіха волоського, ялини колючої, а також кущі спіреї Вангутта та форзиції плакучої. 
Парк є важливим для збереження популяції підкоришника, строкатого дятла та дендрофільних червонокнижних види кажанів.

## Галерея

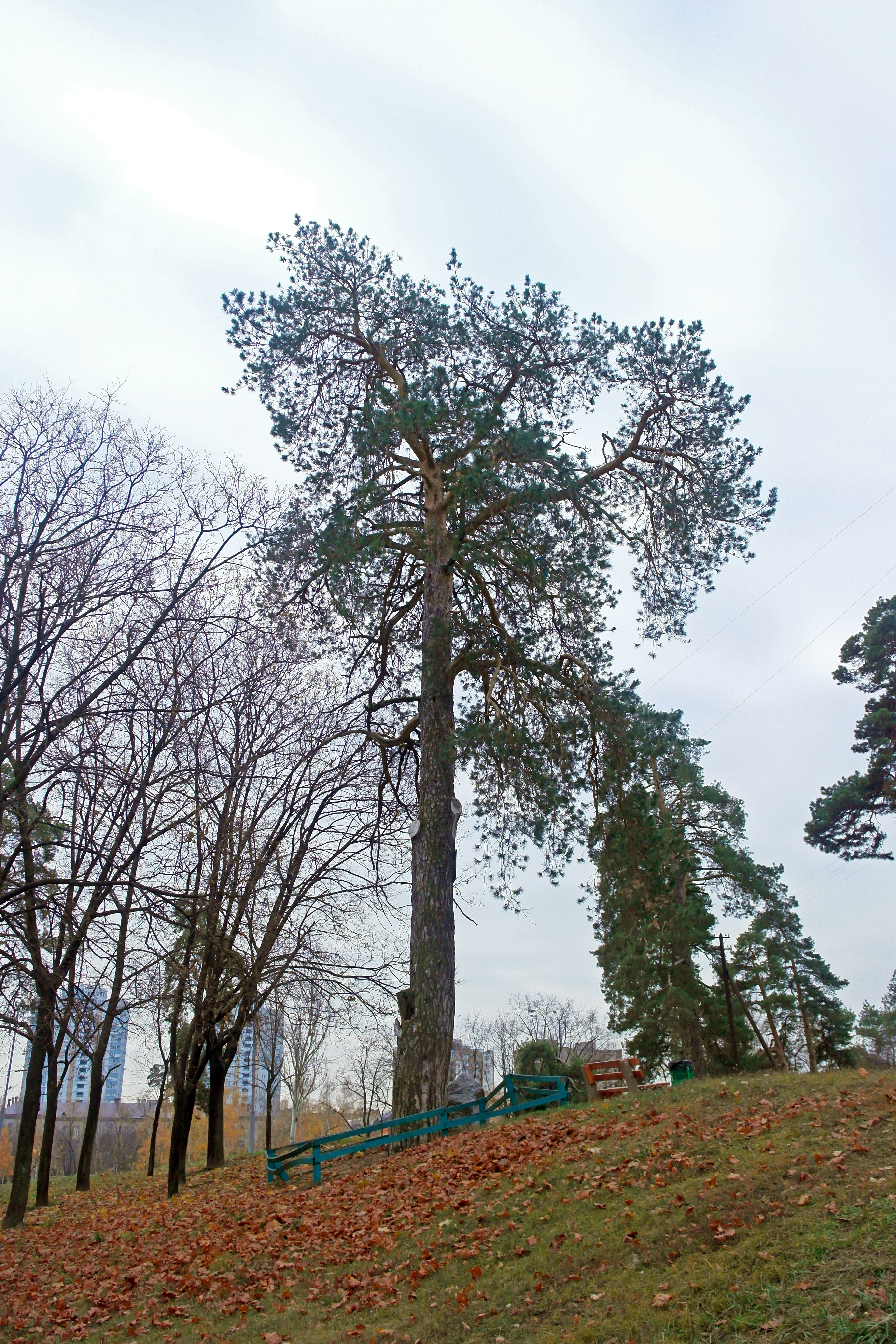
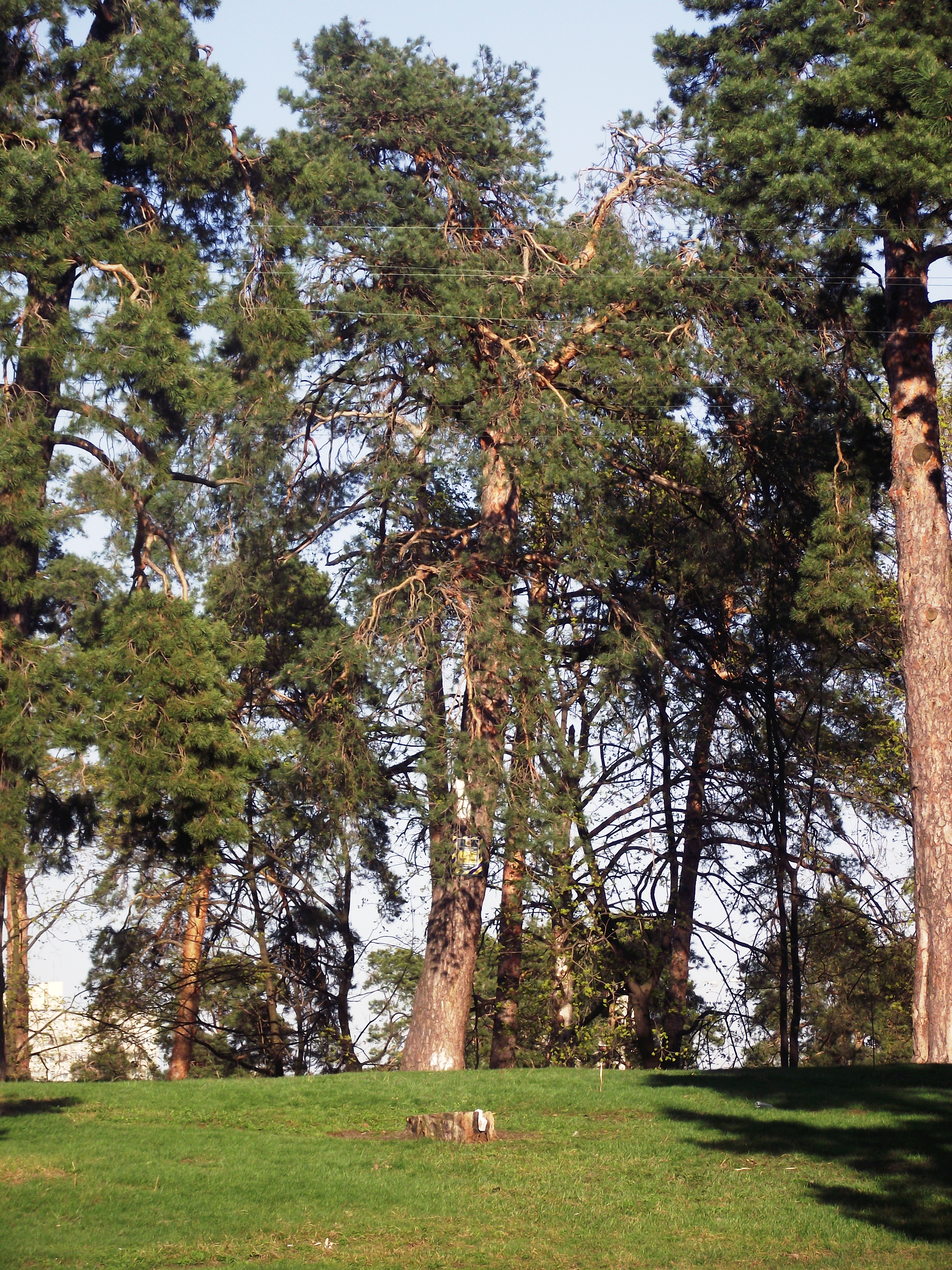
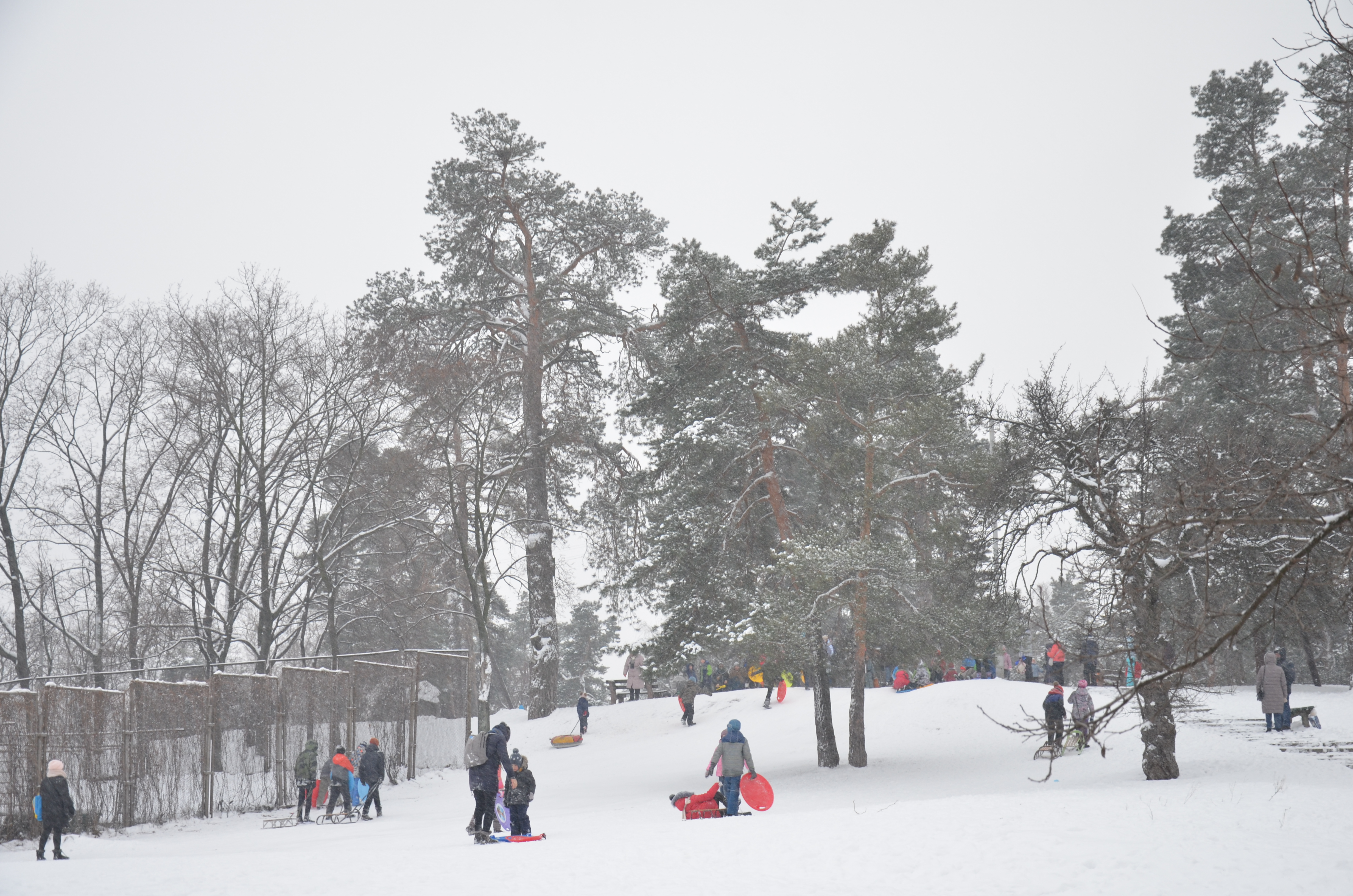